# Indústria cerâmica brasileira
A indústria cerâmica brasileira é uma atividade industrial que tem como principal objetivo fornecer insumos para diversas outras indústrias no Brasil, principalmente para a indústria de construção civil, além das indústrias de energia e metal-mecânica. É uma indústria de fornecimento, principalmente, porém, também é uma grande consumidora de matérias-primas minerais, através das jazidas.

## Situação
Esse setor da indústria brasileira tem grande variedade de participantes: desde pequenos estabelecimentos, com baixos níveis de produção e índices de produtividade até grandes empresas com altos graus de mecanização e excelente qualidade dos produtos. As empresas de pequeno e médio porte estão mais ligadas à produção cerâmica e, as multinacionais, à mineração mais organizada e regular.
Estão nas regiões Sul e Sudeste a concentração de jazidas de uso cerâmico, porém, com um mercado consumidor em desenvolvimento e matéria-prima lá localizada, o Nordeste já representa 21% da produção do País. Entre os estados em que as empresas da indústria cerâmica nacional se localizam, destacam-se: São Paulo (25,23%), Minas Gerais (12,85%), Rio Grande do Sul (11,44%), Santa Catarina (9,52%), e Paraná (9,06%).
Em 2012, estimava-se em mais 400 mil postos de trabalho diretos e 1,5 milhões indiretos gerados pela indústria cerâmica nacional.
Em 2000, a indústria tinha participação da ordem de 1% do PIB.

## Mercado
O crescimento deste setor está intimamente ligado ao desenvolvimento econômico e aumento do poder de compra, que estimulam a construção de novas residências e reformas, que por sua vez fazem com que haja crescimento da indústria de construção civil (formada 18% pela indústria de materiais) e, consequentemente, da indústria cerâmica, que fornece insumos para aquela.

#### Mercado interno
O ramo de revestimentos cerâmicos tem cerca de 28 mil postos de trabalho diretos e em torno de 200 mil indiretos, concentrando 54 empresas, 71 unidades fabris e 137 marcas. Em 2019 e 2020, as vendas no mercado interno atingiram 795,7 milhões de m² e 920 milhões de m², respectivamente.
O setor de revestimento cerâmico paulista, em 2020, produziu 538,32 milhões de m², sendo 87% via seca e 13% via úmida, gerando 14.242 empregos diretos. Para o mercado interno, as vendas foram de 533,7 milhões de m², sendo o principal produtor do país e tendo o maior polo de revestimento das Américas, o Polo Cerâmico de Santa Gertrudes, que compreende as cidades de Santa Gertrudes, Rio Claro, Cordeirópolis, Limeira, Piracicaba, Ipeúna e Iracemápolis, correspondendo a 92% de toda a produção paulista. Para tanto, o setor também consumiu 9,7 bilhões de toneladas de argila naquele ano.

#### Mercado externo
O mercado externo também tem participação: em 2010, os principais destinos das exportações foram a América do Sul (44,24%), a América Central (27,7%) e a América do Norte (16,5%).
No ramo de revestimentos cerâmicos, em 2018, o Brasil foi o 6º lugar mundial em exportações, o 2º maior consumidor mundial e o 3º maior produtor mundial, segundo a ANFACER (Associação Nacional dos Fabricantes de Cerâmica para Revestimentos, Louças Sanitárias e Congêneres). Desde 2016, o Brasil tem exportado, no mínimo, 90 milhões de m²: em 2019, 111 países diferentes figuraram entre os destinos das exportações brasileiras, totalizando 101,1 milhões de m², com uma receita de US$ 345 milhões. Em 2020, foram 94 milhões de m².
O setor de revestimento cerâmico paulista, em 2020, teve vendas no mercado externo de 58,5 milhões de m³, tendo como principais destinos Paraguai, República Dominicana, Estados Unidos, Chile e Colômbia.

## Segmentos
- Cerâmica vermelha ou estrutural (tijolos furados, tijolos maciços, tavelas ou lajes, blocos de vedação e estruturais, telhas, manilhas e pisos rústicos);[2]
- Materiais de revestimento (azulejos, pisos e revestimentos de paredes externas);[2]
- Materiais refratários (resistentes a altas temperaturas, tendo a indústria siderúrgica como principal consumidora);
- Louça sanitária, louças e porcelanas de mesa;
- Isoladores elétricos de porcelana;
- Cerâmica artística (decorativa e utilitária);
- Filtros cerâmicos de água para uso doméstico;
- Cerâmica técnica;
- Isolantes térmicos;
- Cal e cimento.

## Entidades
Entre as principais funções das entidades deste setor da economia estão: desenvolvimento e implantação de normas técnicas e certificação da qualidade dos produtos cerâmicos e dos sistemas de gestão, representação institucional no Brasil e exterior, promoção comercial e estímulo ao comércio, suporte e defesa os interesses do setor, promoção da formação e treinamento de mão de obra para o setor, representação do empresariado do setor junto às instituições públicas e privadas, promover a interação de pessoas físicas e jurídicas envolvidas no meio cerâmico.
Algumas entidades que se destacam são:[carece de fontes?]
- ABCERAM - Associação Brasileira de Cerâmica promove anualmente o Congresso Brasileiro de Cerâmica desde 1954 e publica revistas técnicas.
- ANICER - Associação Nacional da Indústria Cerâmica
- ANFACER - Associação Nacional dos Fabricantes de Cerâmica para Revestimentos, Louças Sanitárias e Congêneres
- CCB - Centro Cerâmico do Brasil
- CRC - Centro de Revestimentos Cerâmicos
- ASPACER - Associação Paulista das Cerâmicas de Revestimento
- SINDICERAM - Sindicato das Indústrias de Cerâmica (Criciúma - SC)

## Legislação
A legislação específica era definida pelas normas específicas do Departamento Nacional de Produção Mineral (DNPM). Com a criação da Agência Nacional de Mineração (ANM) em 2017, atualmente este é o órgão responsável por fiscalização e autorização do uso do solo e seus minerais no Brasil. Exemplos de legislação específica são:
- Portaria do Diretor Geral do DNPM nº 266, de 10/07/2008, DOU de 11/07/2008, que dispõe sobre o Regime de Licenciamento;
- Lei nº 6.567, de 24/09/1978, DOU de 26/09/1978, que dispõe sobre regime especial para exploração e aproveitamento das substâncias minerais que especifica e dá outras providências (Regime de Licenciamento).

Além do licenciamento ambiental, que será aprovado mediante a aprovação do Estudo e Relatório de Impacto Ambiental (EIA/RIMA).